# Duyệt Vi thảo đường bút ký
Duyệt Vi thảo đường bút ký (chữ Hán: 閱微草堂筆記 Pinyin Yuè wēi cǎo táng bǐ jì) Có nghĩa là bút ký được viết ở ngôi nhà cỏ Duyệt Vi. Duyệt Vi Thảo đường là cách Kỷ Hiểu Lam gọi ngôi nhà của mình ở Hà Bấc. Đây là tác phẩm nổi tiếng của Kỷ Quân (1724 - 1805) và được nhiều người biết đến.

## Nội Dung
Tác phẩm này được ông viết khi đã nhiều tuổi, về nghỉ hưu ở quê nhà. Ngoài đề tài là ma quái kinh dị hấp dẫn, gián tiếp phản ánh hiện thực, Duyệt Vi thảo đường bút ký còn có nhiều bài phản ánh một cách trực tiếp thế lực quan trường hắc ám đời Thanh, đả kích thói đạo đức giả dối của tầng lớp nho sĩ, vì danh vì lợi có thể làm bất kì điều xấu xa, tàn ác nào. Vạch trần những gian dối trong buôn bán, nạn hàng giả, nạn lừa đảo trong thương trường cũng đã được Kỉ Quân nói đến, mang đầy màu sắc của thương trường hiện đại.

## Mục lục tác phẩm[2]
| Quyển 1  | 滦阳消夏录一 | Quyển 2  | 滦阳消夏录二   |
| Quyển 3  | 滦阳消夏录三 | Quyển 4  | 滦阳消夏录四   |
| Quyển 5  | 滦阳消夏录五 | Quyển 6  | 滦阳消夏录六   |
| Quyển 7  | 如是我闻一   | Quyển 8  | 如是我闻二     |
| Quyển 9  | 如是我闻三   | Quyển 10 | 如是我闻四     |
| Quyển 11 | 槐西杂志一   | Quyển 12 | 槐西杂志二     |
| Quyển 13 | 槐西杂志三   | Quyển 14 | 槐西杂志四     |
| Quyển 15 | 姑妄听之一   | Quyển 16 | 姑妄听之二     |
| Quyển 17 | 姑妄听之三   | Quyển 18 | 姑妄听之四     |
| Quyển 19 | 滦阳续录一   | Quyển 20 | 滦阳续录二     |
| Quyển 21 | 滦阳续录三   | Quyển 22 | 槐西杂志二     |
| Quyển 23 | 滦阳续录五   | Quyển 24 | 滦阳纪汝佶六则 |

## Bối cảnh sáng tác
"Duyệt vi thảo đường bút ký" được sáng tác trong khoảng niên hiệu Càn Long 54 đến khoảng niên hiệu Gia Khánh thứ 3 (1789——1798), khi ấy Kỷ Hiểu Lam ở độ 66-76 tuổi.
Thế kỷ 17 là giai đoạn xã hội Trung Quốc có nhiều biến chuyển rõ nét cùng với mâu thuẫn giai cấp và đối lập đạo đức. Điều kiện xã hội với nhiều biến động và đấu tranh đã ảnh hưởng nhiều đến khía cạnh tư tưởng. Chịu ảnh hưởng của trào lưu tư tưởng tiến bộ thời trước, Kỷ Hiểu Lam cổ xúy lối học hành thực tế, phê phán Tống học hủ lậu phù phiếm.
Giai đoạn này văn học Trung Quốc đã có sự phát triển với đầy đủ các thể loại, đặc biệt là thể lại tiểu thuyết quỷ quái. Kỷ Hiểu Lam dựa trên kinh nghiệm thế hệ trước, đồng thời sáng tạo thêm kiểu mẫu mới để cho ra đời bộ truyện này.

## Tầm ảnh hưởng
Kỷ Quân là một trong những tác gia và nhà tư tưởng lớn trong lịch sử Trung Quốc. Lỗ Tấn trong cuốn "Trung Quốc tiểu ký sử lược" (中国小记史略) đã nhận định:"Kỷ Hiểu Lam xuất thân từ văn bút, đã thấy nhiều điều bí tích, văn chương dạt dào quảng đạt, người đời sau không ai hơn nổi, ông dám mượn văn chương để đả phá xã hội, đúng là người có tầm vóc" ("纪晓岚本长文笔，多见秘籍，文襟怀旷达，故后来无人能夺其席，他竟敢借文章以攻击社会，真算得很有魄力的人"). Lỗ Tấn cũng nhận định về "Duyệt Vi thảo đường bút ký" như sau: "Ý tứ sâu xa, ngôn từ tuyệt diệu, vượt qua được sự thử thách của thời gian vẫn còn thấy sáng tỏ" (隽思妙语，时足解颐；间杂考辨，亦有灼见).